# Маргарет Рудкін
Маргарет Лорета Рудкін (уроджена Фогарті, 1897–1967) — засновниця «Pepperidge Farm» (ферми Пепперідж) і перша жінка-член ради компанії «Campbell Soup Company».

## Раннє життя
14 вересня 1897 року Рудкін народилася як Маргарет Лорета Фогарті в Манхеттені, Нью-Йорк. Батьками Маргарет були Джозеф  Фогарті, ірландський клерк, і Маргарет Хілі. У сім'ї вона була найстаршою. Дівчина мала руде волосся і зелені очі. Бабуся навчила її готувати.
У 12 років вона переїхала на Лонг-Айленд. Дівчина закінчила школу на відмінно.

## Кар'єра
Спочатку Маргарет працювала касиром в банку. У 1919 році Рудкін працювала в «McClure Jones and Co», де познайомилася зі своїм майбутнім чоловіком Генрі Альбертом Рудкіним, біржовим брокером.
У 1926 році вони придбали землю у Ферфілді, штат Коннектикут, побудували будинок і назвали маєток «Pepperidge Farm» на честь дерева «Nyssa sylvatica» (нісса лісова). Попри те, що вони були досить заможними, дещо постраждали під час Великої депресії і зводили кінці з кінцями, продаючи яблука та індички.
Маргарет Рудкін заснувала «Pepperidge Farm» (ферму Пепперідж) через астму сина Марка. Його реакція на консерванти та штучні інгредієнти не дозволяла йому їсти комерційно приготований хліб. Тому вона створила свій перший продукт, цільнозерновий хліб, і запропонувала його місцевому лікарю, який відразу наказав продати його своїм пацієнтам. Незабаром Маргарет продавала його в своєму місті, а через чотири місяці-в Нью-Йорку разом зі своїм чоловіком як кур'єром. Згодом вона розповсюдила свій хліб (як цільнозерновий, так і білий) по всій країні.
Протягом трьох років підприємство переросло маленьку фермерську пекарню, і 4 липня 1947 року в сусідньому Норволку була відкрита велика комерційна пекарня. Маргарет сама розробила її інтер'єр, розмістивши обладнання для підтримки свого виробничого процесу. Хоча Друга світова війна спричинила проблеми через нормування, у 1948 році пекарня виробляла 50 000 буханок хліба на тиждень.
До 1950 року Рудкін з'являлася в рекламних роликах на телебаченні. У той же час під її керівництвом пекарня розширювалася і на інші вироби, в тому числі на закуску «Золота рибка».
У 1960 році відомий професор Жорж Доріо запросив Маргарет виступити перед студентами МВА в Гарварді, і розповісти про виробництво. Її книга, опублікована 1963 року, «Кулінарна книга ферми Маргарет Рудкін Пепперідж» стала першим національним кулінарним бестселером.
У 1961 році жінка продала бізнес «Pepperidge Farm» компанії «Campbell Soup Company» приблизно за 28 мільйонів доларів США і стала її директором. Рудкін була першою жінкою-членом ради директорів «Campbell Soup Company». Продавши "Pepperidge Farm", Рудкін керувала компанією до виходу на пенсію в 1966 році.

## Особисте життя
8 квітня 1923 року Рудкін вийшла заміж за Генрі Альберта Рудкіна, біржового маклера з Уолл-стріт. У них було троє синів. У 1929 році вона переїхала до ферми Пепперідж у Ферфілді, штат Коннектикут. 22 квітня 1966 року чоловік Маргарет помер у віці 80 років 1 червня 1967 року вона померла від раку грудей у лікарні Єль-Нью-Гейвен у Нью-Хейвені, штат Коннектикут. Їй було 69 років  
Маргарет Рудкін похована на кладовищі Вудлон у Бронксі, Нью-Йорк. Її син Марк став ландшафтним архітектором, відомим завдяки роботі над відомими садами у Франції, такими як Jardins du Nouveau Monde.

## Дивіться також
- Pepperidge Farm[en]